# Javaanse kalender
Op Java wordt een kalender gebruikt die wordt toegeschreven aan Agung de Grote, de keizer van Mataram.